# 绍曾
绍曾（1892年10月16日—1937年）叶赫那拉氏，汉姓张，字幼琴。内务府满洲镶黄旗人。那桐之子。

## 生平
绍曾是那桐的独子。曾在中国银行任职，是盐业银行的第一任董事。
1931年九一八事变后，绍曾见那家花园再无演戏、宴请宾客的可能，便将花园内的戏台拆毁，将大厅改成住房，租给北平金城银行副理吴延清。后来，那家花园的租户多有变更。1950年，那家花园连同西边的旧花园和住房，分别由中共北京市东城区委员会和中国人民解放军空军某单位收购。

## 家庭
那桐只有绍曾一个儿子，另外还有八个女儿。所以绍曾有八个姐妹。
绍曾的妻子为清朝直隶总督裕禄的孙女奚捷書。夫妇共生有子女八人。

子：张寿崑、张寿嵩、张寿崙、张寿崇

女：张寿英、张寿芬、张寿蓉

孙：张之澍